# Resolutie 88 Veiligheidsraad Verenigde Naties
Resolutie 88 van de Veiligheidsraad van de Verenigde Naties was de
voorlaatste resolutie van de Raad in
1950. Ze werd aanvaard met acht stemmen voor,
twee stemmen van China en Cuba tegen en één
onthouding van Egypte.

## Achtergrond
In 1950 bezette Noord-Korea het merendeel van Zuid-Korea.
De VN steunden Zuid-Korea en vormden een internationaal commando
om het land bij te staan. Het commando slaagde erin de Noord-Koreanen ver terug
te dringen. Maar toen mengden de Chinezen zich in de
strijd en zij dwongen op hun beurt de VN-troepen weer terug.

## Inhoud
De Veiligheidsraad besloot − in overeenstemming met regel °39 van de procedures − een vertegenwoordiger van de Volksrepubliek China uit te nodigen om aanwezig te zijn bij de discussie over het speciale rapport van het VN-Commando in Korea.

## Verwante resoluties
- Resolutie 83 Veiligheidsraad Verenigde Naties raadde de VN-lidstaten aan Zuid-Korea te steunen.
- Resolutie 84 Veiligheidsraad Verenigde Naties vroeg de leden Zuid-Korea onder Amerikaans commando militair te steunen.
- Resolutie 85 Veiligheidsraad Verenigde Naties vroeg noodhulp voor de Koreaanse bevolking.
- Resolutie 90 Veiligheidsraad Verenigde Naties verwijderde de kwestie van de lijst met lopende zaken.

Lijst ·  79 ·  80 ·  81 ·  82 ·  83 ·  84 ·  85 ·  86 ·  87 ·  88 ·  89